# Aschiza
Aschiza là một nhóm của Brachycera. Có 2 họ lớn trong nhóm này, Syrphidae và Phoridae, và một số phân loại nhỏ hơn.

## Hình ảnh

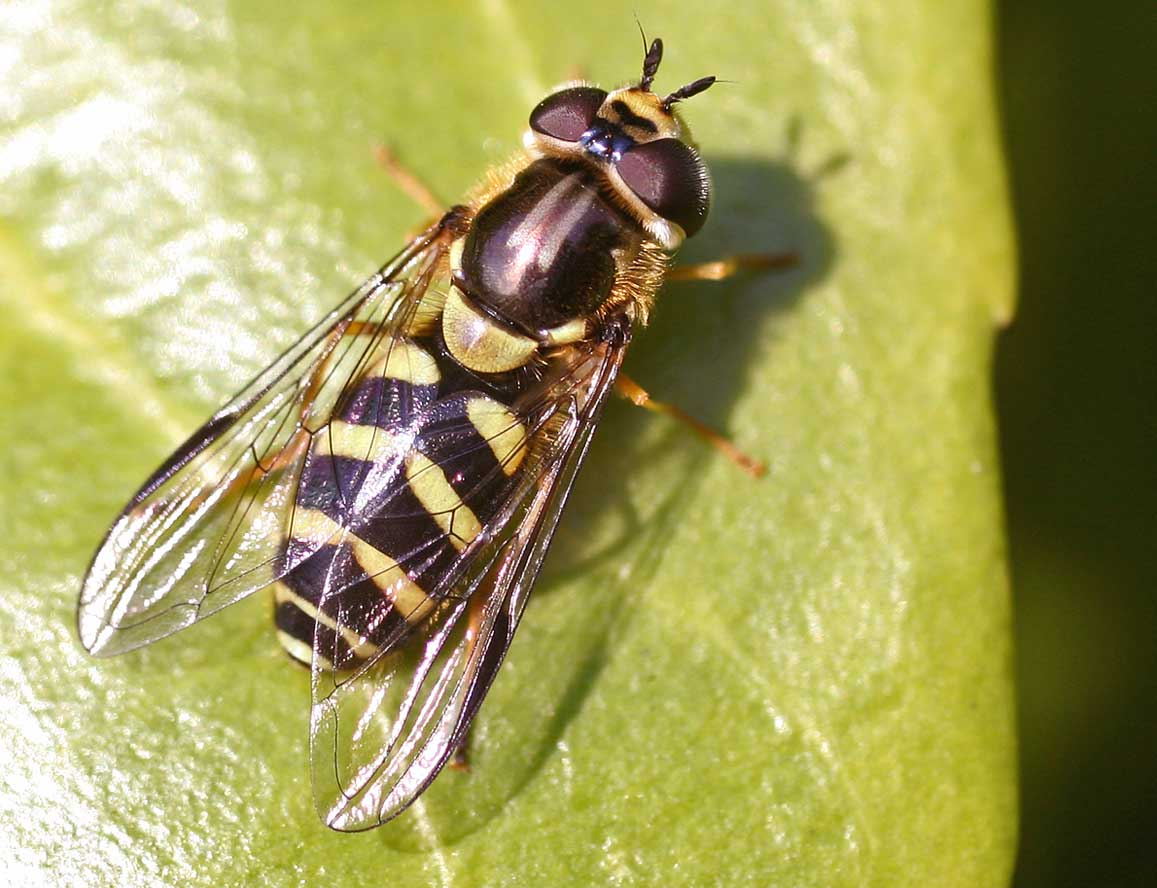